# Phyllohartmania taylori
Phyllohartmania taylori är en ringmaskart som beskrevs av Pettibone 1961. Phyllohartmania taylori ingår i släktet Phyllohartmania och familjen Polynoidae.
Artens utbredningsområde är Mexikanska golfen. Inga underarter finns listade i Catalogue of Life.